# 大阪市電上本町車庫
大阪市電上本町車庫（おおさかしでんうえほんまちしゃこ）は、かつて大阪府大阪市天王寺区上本町西2丁目にあった大阪市電の車庫。

## 概要
1910年（明治43年）8月に着工し、1911年（明治44年）8月に、当時の大阪市南区上本町2丁目（現在の大阪市天王寺区上本町西2丁目）に開設された。
建屋は3棟に分かれ、単車にして125両収容可能であった。1922年（大正11年）には、事務所を車庫の後方にあった変電所（現在の関西電力株式会社上本町変電所）の前に新築した。
1927年（昭和2年）8月に廃止され、跡地は住宅地となっている。